# Памятник Демьяну Коротченко (Киев)
Памятник Д. С. Коротченко — бывший монумент в честь в украинского советского партийного деятеля Д. С. Коротченко. Был открыт в Киеве в 1974 году.
Размещался перед входом в парк «Нивки» в Шевченковском районе Киева. Авторы — скульптор А. Ковалёв, архитектор С. Миргородский.
Общая высота памятника — 5,2 м, постамента — 3 м.
Бронзовая полуфигура была установлена на гранитном постаменте. Жёсткая фронтальность композиции и обобщённость пластики была сглажена жанрово-сюжетными деталями — расстёгнутым пиджаком, правой рукой, опирающейся на постамент, и согнутой под прямым углом, плотно прижатой к телу левой. На постаменте была аннотационная надпись.
27 мая 2015 года памятник был демонтирован. Ныне на его месте установлен мемориал, посвящённый памяти жителей Шевченковского района, погибших в ходе вооружённого конфликта на востоке Украины.